# Communistische Partij van Nepal (verenigd marxistisch-leninistisch)

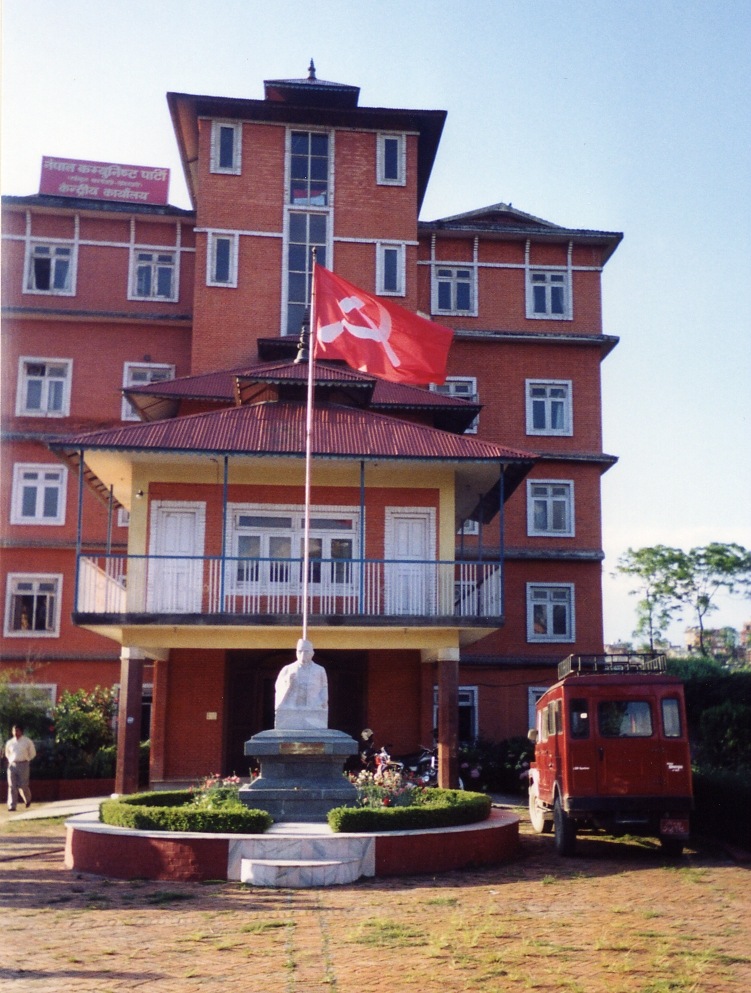
Hoofdkantoor van de CPN (UML)

De Communistische Partij van Nepal (verenigd marxistisch-leninistisch) (Communist Party of Nepal (Unified Marxist-Leninist), नेपाल कम्युनिस्ट पार्टी (एमाले)) is een communistische politieke partij in Nepal. De partij is 1990 opgericht als een fusie van de Communist Party of Nepal (Marxist-Leninist) en de Communist Party of Nepal (Marxist). De huidige secretaris-generaal van de partij is Khadga Prasad Oli.

## Geschiedenis
In 1990 werd Nepal een democratie. Politieke partijen werden gelegaliseerd. De CPN(ML) en de CPN(M) besloten hun meningsverschillen aan de kant te schuiven en in januari 1991 gingen beide partijen een fusie aan. De nieuwe partij kreeg de naam Communistische Partij van Nepal (Verenigd Marxistisch-Leninistisch) (CPN(UML)). De nieuwe CPN(ML) koos vóór de democratie en de monarchie. Men zwoer het dogmatisme nadrukkelijk af en beschouwde de marxistische ideologie als ondogmatisch en vitaal. Een klein groep vond deze veranderingen te radicaal en richtte de Communistische Partij van Nepal (marxistisch) opnieuw op.
CPN(UML)-secretaris-generaal Man Mohan Adhikari vormde in december 1994 een minderheidsregering. Adhikari werd premier en Madhav Kumar Nepal, de partijvoorzitter, werd minister van Binnenlandse Zaken. Nepal werd een monarchie met een communistische regering, een unicum in de wereld (deze situatie deed zich slechts 3 keer eerder voor, nl. in Roemenië van 1945-1947, in Mongolië van 1920-1924 en in Laos in 1975). In september 1995 kwam deze regering ten val.
In 1997 nam de CPN(UML) weer deel aan een regering.
In 1998 scheidde een vleugel zich van de partij af en ging verder onder de naam Communistische Partij van Nepal (marxistisch-leninistisch) (CPN(ML)).
In parlementsverkiezingen van 1999 kreeg de partij 2734568 stemmen (31.61%, 71 zetels).
In 2003 trad de CPN(UML) toe tot de regering van premier Sher Bahadur Deuba. De CPN(UML) keert zich tegen de ongrondwettelijke machtsgreep van koning Gyanendra van Nepal van 5 februari 2005.
De CPN(UML) is voorstander van vredesbesprekingen met de CPN (maoïstisch) die sedert 1996 een burgeroorlog voert tegen de regering.
De partij publiceert het Buddhabar. De jongerenorganisatie gelieerd aan de partij is Democratic National Youth Federation, Nepal.